# Kirchenkreis Oderbruch

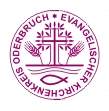
Siegel Ev. KK Oderbruch

Der Evangelische Kirchenkreis Oderbruch war zunächst ein Kirchenkreis der Evangelischen Kirche in Berlin-Brandenburg (dort im Sprengel Cottbus) und ab 1. Januar 2004 der Evangelischen Kirche Berlin-Brandenburg-schlesische Oberlausitz (dort ab 1. Januar 2010 im Sprengel Görlitz). Der Sitz befand sich in Seelow. 

## Geschichte
Der Kirchenkreis entstand am 1. Juli 1998 durch den Zusammenschluss des Kirchenkreises Seelow mit dem Kirchenkreis Bad Freienwalde (Oder). Der Kirchenkreis Seelow wurde 1818 aus dem Kirchenkreis Frankfurt/Oder herausgelöst und hieß bis 1946 Kirchenkreis Frankfurt/Oder II. Der Kirchenkreis Bad Freienwalde hatte seinen Sitz bis 1871 in Wriezen und trug auch bis 1946 noch diesen Namen.
Im April 2003 gab es 14.604 Gemeindeglieder in 79 Kirchengemeinden Stand 12/2005 gab es 13.484 Gemeindeglieder in 79 Kirchengemeinden. Im Jahre 2008 waren elf Pfarrer, fünf Pfarrerinnen und ein Gemeindepädagoge im Kirchenkreis tätig, fünf davon in Teilanstellung. Letzter Superintendent war Roland Kühne.
Zum 1. Januar 2014 ging der Kirchenkreis im Kirchenkreis Oderland-Spree auf.

## Partnerschaften
Mit dem Kirchenkreis Moers der Rheinischen Kirche wurde eine langjährige Partnerschaft gepflegt. Außerdem gab es Partnerschaften mit dem Kirchenkreis Essen-Mitte sowie mit den Gemeinden Kretinga in Litauen und Paide in Estland.

## Einrichtungen
Im Kirchenkreis Oderbruch wurde 1966 das Rüstzeitenheim in Reitwein für Kinder- und Jugendfreizeiten eingerichtet.